# Кральовце-Крнішов
Кральовце-Крнішов (словац. Kráľovce-Krnišov) — село в окрузі Крупіна Банськобистрицького Словаччини. Площа села 19,95 км². Станом на 31 грудня 2017 року в селі проживало 158 жителів.

## Історія
Перші згадки про село датуються 1329 роком.

## Населення
| Рік:            | 1994. | 2004.    | 2014.   | 2024.    |
| --------------- | ----- | -------- | ------- | -------- |
| Кількість осіб: | 178   | 158      | 172     | 148      |
| Різниця:        |       | -11,23 % | +8,86 % | -13,95 % |

| Рік:            | 2023. | 2024. |
| --------------- | ----- | ----- |
| Кількість осіб: | 148   | 148   |
| Різниця:        |       | +0 %  |